# Tapejara
Tapejara (iz Tupi jezika, "staro stvorenje") bio je rod brazilskih pterosaura iz kredske formacije Santana, starosti oko 108 milijuna godina. Krijeste Tapejara sastojale su se od polukružne krijeste iznad njuške i koštane izrasline koja se pružala iza glave.

## Vrste i klasifikacija
Tipična vrsta je jedina koju većina istraživača trenutno smatra važećom. T. wellnhoferi je najmanja vrsta priključena rodu Tapejara i nema očuvane tragove proširenja od mekog tkiva na krijesti. Naziv vrste dat joj je u čast njemačkog paleontologa Petera Wellnhofera. Druga vrsta, isprva nazvana Tapejara imperator ("car"), daleko je veća i imala je krijestu koja se sastojala od izrazito dugih izbočina, koje su stršile iz zaobljene krijeste na njušci i iz stražnjeg dijela lubanje; vjerojatno su podržavale veliku, moguće zaobljenu keratinsku krijestu. Treća vrsta, Tapejara navigans ("jedrenje"), bila je srednje velika i imala je sličnu krijestu kao T. imperator, iako je bila uža, kupolastijeg oblika i nije imala koštanu izbočinu straga.
Nekoliko istraživanja iz 2007. pokazalo je da su T. imperator i T. navigans previše različiti od T. wellnhoferi i da prema tome moraju imati vlastite nazive roda. Vrsta T. imperator dobila je vlastiti naziv roda, Tupandactylus (Kellner i Campos). Unwin i Martill su smatrali da T. imperator i T. navigans pripadaju istom rodu, te su ih nazvali Ingridia imperator i I. navigans. Naziv roda dat im je u čast Wellnhoferove pokojne supruge, Ingrid. Budući da im je naziv Tupandactylus dat prvi, on ima prioritet nad nazivom Ingridia. Dodatne komplikacije izaziva to što su i naziv Tupandactylus i Ingridia koristili prethodnu vrstu Tapejara imperator kao tipičnu. Naučnici koji su opisali rod Tupandactylus nisu stvorili vrstu Tupandactylus navigans (već su umjesto toga predložili da je ona sinonim za Tupandactylus imperator), te Tapejara navigans nije službeno klasificirana kao odvojena vrsta roda Tupandactylus sve do 2011. godine.

## Opis i paleobiologija
Tapejara wellnhofferi je imala dužinu od 80 cm, visinu od 50 cm i raspon krila od 3 metra. Za let je rabila membranu sastavljenu od sloja mišića tankog poput papira, a zbog šupljih kostiju nije prelazila težinu od 5 kg. Njena zaobljena krijesta imala je visinu od 30 cm. Snažni kljun omogućavao joj je da se hrani zrnevljem, ribom, kukcima i školjkama.
Usporedbe koštanih prstenova u očima kod roda Tapejara i kod današnjih ptica ukazuje na to da su oni vjerojatno bili katemeralni (aktivni tijekom dana u kratkim intervalima).